# Mitraljez
Mitraljéz (francosko mitrailleuse, iz mitraille - drobec železa; krogla) (tudi strôjnica, praslovansko strojь) je popolnoma avtomatsko orožje, ki potrebuje podstavek za lažje merjenje.

## Zgodovina
Prvi uspešni mitraljez se prvič pojavi na bojišču sredi 19. stoletja. Glavni značilnosti sodobnega mitraljeza sta relativno visoka kadenca in, bolj pomembno, mehansko polnjenje

## Delitev mitraljezov

### po teži
- lahki mitraljezi (upravlja ga en vojak)
- srednji mitraljezi (upravlja ga posadka 2-3 vojakov)
- težki mitraljezi (pretežki za pehotno vlogo, nameščeni so na vozila ali pa so statični)

### po načinu hlajenja
- mitraljezi z vodnim hlajenjem (mitraljez se hladi s pomočjo napeljane vode)
- mitraljezi z zračnim hlajenjem (cev ima hladilna rebra ali pa je iz masivne, težke cevi, ki potrebuje nadomestno cev, da se ne pregreje)

### po načinu polnjenja
- s polnilnikom
- z okvirjem
- z nabojnim vložkom
- z neskončnim nabojnikom
- s sestavljenim nabojnikom

### po načinu uporabe
- univerzalni mitraljez
- puškomitraljez
- tankovski mitraljez
- letalski mitraljez